# Ronan Curtis
Ronan Curtis (Londra, 29 marzo 1996) è un calciatore inglese naturalizzato irlandese, centrocampista del Port Vale.

## Caratteristiche tecniche
È un esterno di piede destro, all'occorrenza può anche fare l'attaccante centrale.

## Carriera

### Club
Ha giocato nella prima divisione irlandese.

### Nazionale
Il 25 marzo 2017 ha esordito con la nazionale Under-21 irlandese disputando il match di qualificazione per gli Europei Under-21 2019 vinto 1-0 contro i pari età del Kosovo.
Tra il 2018 ed il 2021 ha giocato in totale 7 partite con la nazionale maggiore irlandese.

## Palmarès

### Club

#### Competizioni nazionali
- Coppa di Lega irlandese: 1

Derry City: 2018
- English Football League Trophy: 1

Portsmouth: 2018-2019